# バラバラバナナ
バラバラバナナ（BARABARA BANANA）は、兵庫県神戸市で結成された乙女な乙女と 乙女な骸骨の5人組、歌謡系ガールズバンド。「生きてるって素晴らしい!」をモットーに平和的悪喰な活動を行う秘密結社としてバンド活動を展開中。略称はBBB、ビービービー。

## メンバー

### 現在
- みかん（Mikan 8月28日生 -）

ボーカル担当
性別　乙女
- チェリー（Cherry 4月6日生 -）

ボーカル担当
性別　乙女
- AN-Z（あんず 12月26日生 - 2019年12月23日死去：大城　杏）

ボーカル担当
性別　乙女
- 檸檬（れもん 7月13日生 -）

ベース担当
種別　死に神と人間のハーフ
性別　女
- 怒怒美（どどみ 3月21日生 -）

ギター担当
種別　死に神
性別　乙女な骸骨

### 一時的離脱中メンバー
- 怒冷美（どれみ -）

ギター担当
種別　死に神
性別　乙女な骸骨
※現在、怒冷美は魔界にて裏のお仕事に専念中 (ラストライブは、2016年5月4日神戸VARIT)
- 死んでれら怒裸美（どらみ -）

ドラム??担当
小柄な女の子超恥ずかしがり屋さん
2017年には神戸J.O.PROJECTとして活動したが、2017年末ごろにはプロジェクトから離れている。

### メンバー経歴
メンバーの経歴は極秘任務遂行という建前のためか、あまりというか、ほとんど明かされていない。
今までのライブ中のMCで、チェリーとAN-Zは二人とも双子の妹という定で活動中という情報は明らかにしてる。

## 来歴

### 結成
怒怒美が知人の紹介でみかんと出会い、彼女が歌を歌うこと知りギター仲間の怒冷美との3名でアコースティックなユニット活動をスタート。
その当時のみかんが「チャイルドメッセージ」をストリートで歌っている貴重な動画がBBBのブログで紹介されている。その動画は、まだ演奏メンバーではなかった檸檬がビデオを撮影しているといわれている。
その後みかんと奇跡的なチェリーとの出会いがありツインボーカルバンドの立ち上げを決心。怒怒美の知り合いであった檸檬が高校時代にベース経験があると告げられると即座にベースギターを手渡す。そのままベース担当として引き込まれ、BBBの初期メンバーが揃うことになった。
2013年2月、現在の母体となるみかん、チェリー、檸檬、怒怒美、怒冷美の5名でバラバラバナナを神戸のポートタワー近くでバラバラバナナの結成表明した。

### 2021年
- AN-Zが2019年12月に急病で死去してからは、バンド活動が停止した状態が続いている。
- 2021年8月12日、FootRock & BEERS（大阪 心斎橋）で開催されたライブ「夏ベン大賞 2Day」に出演。ライブ活動を再開する と発表した。

## ディスコグラフィ

### アルバム
|     | 発売日         | タイトル | 収録曲 | 備考 |
| --- | -------------- | -------- | --- | ---- |
| 1st | 2017年11月19日 | ボーン！ | 全8曲入りミニアルバム 1. 乙女心♡進行形 2. 錯乱棒とバナナん坊 3. シンガポールの熱い夜 4. Child's message！ 5. I know your loneliness 6. 売婦玩具 7. 羽ばたけ！ 8. クレヨン |      |

## ライブ
※欠席や抜けがあります。

| 年     | 日             | タイトル                                   | 場所                                               | 備考 |
| ------ | -------------- | ------------------------------------------ | -------------------------------------------------- | --- |
| 2013年 | 4月10日        | SPACE DOG! TV Vol.11                       | 三宮FLAT-FIVE（神戸市）                            | |
| 2013年 | 5月4日         | KOBE メリケンフェスタ2013                  | 神戸メリケンパーク シーサイドステージ（神戸市）    | |
| 2013年 | 6月2日         | 新長田ピエナフェスタ                       | 新長田商店街                                       | |
| 2013年 | 8月4日         | 新開地夏祭り                               | 新開地KAVCステージ（神戸市）                       | 1回ステージ |
| 2013年 | 8月24日        | 神戸港夏物語2013 KOBE Music & Gourmet Port | 神戸メリケンパーク（神戸市）                       | チェリー欠席 |
| 2013年 | 10月6日        | 淡路島イベント                             | 岩屋 淡路島公園（淡路市）                          | |
| 2013年 | 11月17日       | 新長田商店街 ピエナフェスタ                | 新長田商店街                                       | チェリー欠席 |
| 2013年 | 11月23日～24日 | ポートタワー50周年                         | 神戸ポートタワー 反対側ステージ（神戸市）          | 両日とも1回ステージ |
| 2013年 | 12月7日～8日   | 新開地冬まつり                             | 新開地KAVCステージ（神戸市）                       | 7日～8日とも2回ステージ |
| 2013年 | 12月xx日       | もりやまいち                               | 守山市役所近く（滋賀県守山市）                     | 2ステージ |
| 2013年 | 12月31日       | 2013年SPACE DOG! TV 大晦日スペシャル       | 三宮 FLAT-FIVE（神戸市）                           | The BBB's（←バラバラバナナ） |
| 2014年 | 2月16日        | 諏訪山稲荷神社 初午大祭                    | 諏訪山稲荷神社（神戸市）                           | |
| 2014年 | 4月5日～6日    | 西武庫公園 さくらまつり                    | 西武庫公園 特設ステージ                            | 5日 2ステージ、6日 2ステージ |
| 2014年 | 5月11日        | 新開地音楽祭                               | 新開地KAVCステージ（神戸市）                       | |
| 2014年 | 5月18日        | 神戸まつり                                 | 神戸フラワーロード（神戸市）                       | みかん、チェリー、檸檬がパレードに参加。演奏無し                                                                                      |
| 2014年 | 6月1日         | 新長田下町 ピエナフェスタライブストリート  | 新長田（神戸市）                                   | みかんのみ参加（Rie'sreasoNさんのコーラス）                                                                                           |
| 2014年 | 7月13日        | 第２回ロケローラ祭                         | 心斎橋YORA（大阪市）                               | |
| 2014年 | 7月16日        | みなとまつり Kick Off Party!!              | チキンジョージ（神戸市）                           | |
| 2014年 | 7月20日        | 第13回Kobe Love Port みなとまつり          | 神戸 メリケンパーク（神戸市）                      | |
| 2014年 | 8月2日～3日    | 新開地夏祭り                               | 新開地KAVCステージ（神戸市）                       | 2回ステージ |
| 2014年 | 8月5日         | 生田神社 大海夏祭                          | 生田神社（神戸市）                                 | |
| 2014年 | 8月23日        | 神戸港夏物語2014 KOBE Music & Gourmet Port | 神戸メリケンパーク（神戸市）                       | サポートアクト：Rie'sreasoN |
| 2014年 | 9月7日         | 高槻ロケンの激情                           | Nashville West（大阪府高槻市）                     | |
| 2014年 | 10月12日       | 尼崎市民まつり                             | 尼崎橘公園 ステージ （尼崎市）                     | |
| 2014年 | 10月19日       | KOBE みなとマルシェ 2014                   | 神戸ポートタワー下 南側マルシェステージ （神戸市） | |
| 2015年 | 1月23日        | 難波ロケ祭                                 | 難波ROCKETS（大阪市）                              | |
| 2015年 | 2月11日        | 諏訪山稲荷神社 初午大祭                    | 諏訪山稲荷神社（神戸市）                           | |
| 2015年 | 5月5日         | ゴールデンウィークメリケンフェスティバル   | 神戸メリケンパーク シーサイドステージ（神戸市）    | |
| 2015年 | 5月9日         | 新開地音楽祭                               | 新開地KAVCステージ（神戸市）                       | |
| 2015年 | 5月24日        | KOBE みなとマルシェ 2015                   | 神戸ポートタワー下 南側マルシェステージ （神戸市） | 午前：ブリ・ブリ・ブリリアント（魔界中学二年生のBBBコピーバンド）、午後：BBBご本人たち                                                |
| 2015年 | 6月18日        | ROCK LIVE                                  | 難波ROCKETS（大阪市）                              | |
| 2015年 | 6月15日        | Liveact Bar Justin Bacon                   | 神戸VARIT（神戸市）                                | |
| 2015年 | 7月6日         | Liveact Bar Justin Bacon                   | 神戸VARIT（神戸市）                                | |
| 2015年 | 7月20日        | 第14回Kobe Love Port みなとまつり          | 神戸 メリケンパーク（神戸市）                      | |
| 2015年 | 8月1日～2日    | 新開地音楽祭                               | 新開地KAVCステージ（神戸市）                       | 1日 1ステージ、2日 2ステージ |
| 2015年 | 8月5日         | 生田神社 大海夏祭                          | 生田神社（神戸市）                                 | |
| 2015年 | 8月22日        | 神戸港夏物語2015 KOBE Music & Gourmet Port | 神戸メリケンパーク（神戸市）                       | アラビアンナイト衣装、13回こうべ波止場まつり                                                                                          |
| 2015年 | 8月23日        | ロケッンdeショー!                          | 難波ROCKETS（大阪市）                              | 大土井裕二（ext.チェッカーズ) |
| 2015年 | 10月18日       | 2015 ハロウィーンパーリィ LIVE             | 三宮別館 神戸少年（神戸市）                        | ※み欠、怒冷美欠席 |
| 2015年 | 10月27日       | TABO PRESENTS ROCK VIBRATION SP            | チキンジョージ（神戸市）                           | 呉屋多望通氏主催、※み欠 |
| 2016年 | 3月7日         | 弥生ロケンのマーチ                         | 心斎橋 Clapper（大阪府大阪市）                     | ※み欠 |
| 2016年 | 4月2日～3日    | 西武庫公園 さくらまつり                    | 西武庫公園 特設ステージ                            | 2日 2ステージ、3日 1ステージ あんず（AN-Z）の初サポートアクト、※み欠                                                                  |
| 2016年 | 5月4日         | PRODUCE BY TABO 「ROCK VIBRATION」         | 神戸VARIT（神戸市）                                | サポートVO：あんず、怒冷美のラストライブ、※み欠                                                                                       |
| 2016年 | 5月7日         | 新開地音楽祭                               | 新開地KAVCステージ（神戸市）                       | サポートVO：あんず、檸檬欠席でベースは妹の来夢。1部、2部の2回ステージ、※み欠 “神戸新開地音楽祭”. 神戸新開地音楽祭. 2017年2月3日閲覧。 |
| 2016年 | 7月18日        | 第15回Kobe Love Port みなとまつり          | 神戸港 第二突堤（神戸市）                          | サポートVO：あんず、※み欠 “みなとまつりタイムスケジュール”. みなとまつり. 2017年2月3日閲覧。                                          |
| 2016年 | 8月1日         | Liveact Bar Justin Bacon presents          | 神戸VARIT（神戸市）                                | サポートVO：あんず、みかん復帰ライブ                                                                                                  |
| 2016年 | 8月10日        | 第4回明石ビールを楽しむ会                  | 明石ビール江井ヶ島酒館（明石市）                   | |
| 2016年 | 8月20日        | 第5回 KOBE Music & Gourmet Port            | 神戸港 中突堤（神戸市）                            | AN-Z正式メンバーとして加入、神戸港夏物語2016 “第14回こうべ波止場まつり”. 神戸開港150年記念事業実行委員会. 2017年2月3日閲覧。          |
| 2016年 | 8月20日        | ロハス ダンスナイト                        | Comodo Cafe（明石市）                              | |
| 2016年 | 9月10日        | BL∀CK MASQUEE AND バラバラバナナ LIVE      | Comodo Cafe（明石市）                              | |
| 2016年 | 10月23日       | KOBE みなとマルシェ                        | 神戸ポートタワー下（神戸市）                       | サポートアクト：Rie'sreasoN |
| 2016年 | 10月30日       | 2016 ハロウィーンパーリィ LIVE             | 三宮別館 神戸少年（神戸市）                        | |
| 2016年 | 11月20日       | ＢＬ∀ＣＫ ＭＡＳＱＵＥ LIVE                | DiningBar Larp（明石市）                           | チェリー欠席 |
| 2016年 | 12月3日        | 新開地冬まつり                             | 新開地KAVCステージ（神戸市）                       | 1部、2部の2回ステージ |
| 2016年 | 12月29日       | 2016年FLAT-FIVE大忘年会                    | 三宮 FLAT-FIVE（神戸市）                           | |
| 2017年 | 1月21日        | ＝Asking Life= 神戸カルメニギグ            | 神戸カルメニ前（神戸市）                           | ＝Asking Life=ライブ車、2回 |
| 2017年 | 2月12日        | 諏訪山稲荷神社 初午大祭                    | 諏訪山稲荷神社（神戸市）                           | |
| 2017年 | 2月18日        | ＝Asking Life= 神戸カルメニギグ            | 神戸カルメニ前（神戸市）                           | チェリー欠席、＝Asking Life=ライブ車、2回                                                                                             |
| 2017年 | 2月23日        | Proper Job Kobe Gig                        | 三宮 FLAT-FIVE（神戸市）                           | |
| 2017年 | 3月5日         | 神戸JO. Project結成記念 ボーン!!!          | 神戸VARIT（神戸市）                                | （昼夜2回公演） ジェームス小野田 (米米CLUB)、MARI、ステテコ隊、サンテレビガールズ、Guest プリンセス天功                               |
| 2017年 | 4月5日         | 極秘                                       | チキンジョージ（神戸市）                           | TABO BAND、ＢＬ∀ＣＫ ＭＡＳＱＵＥ |
| 2017年 | 5月13日        | 第17回新開地音楽祭                         | 新開地KAVCステージ（神戸市）                       | “神戸新開地音楽祭KAVCステージ”. 神戸新開地音楽祭. 2017年5月23日閲覧。                                                                 |

※み欠：みかん行方不明中